# Fermentació butírica
La fermentació butírica és un tipus fermentació en la qual es produeix àcid butíric per part de certs bacteris anaerobis que actuen sobre substàncies orgàniques com la mantega (Butyrum en llatí) d'on prové el nom de butírica;ocorre en la putrefacció i en la digestió dels mamífers herbívors. Aquest procés va ser descobert per Louis Pasteur el 1861.
Es produeix a partir de la lactosa o de l'àcid làctic amb formació d'àcid butíric i gas. És característica de bacteris del gènere Clostridium i es caracteritza pel sorgiment d'olors pútrids i desagradables com el de la mantega rància.